# Chollima (website)
Chollima (Chosŏn'gŭl: 천리마 그룹) là một website của Bắc Triều Tiên cung cấp tin tức và thông tin về các chính sách kinh tế và ngoại thương. Đây là website có cửa hàng mua sắm trực tuyến đầu tiên của Bắc Triều Tiên, được cho là khai trương vào ngày 31 tháng 12 năm 2007, có nhiều loại sản phẩm bao gồm máy móc, vật liệu xây dựng, ô tô, thực phẩm sức khỏe, âm nhạc và phim ảnh. website là một liên doanh giữa Triều Tiên và một công ty ẩn danh của Trung Quốc, và được đặt tại Thẩm Dương, Trung Quốc. Nó được đặt tên theo con ngựa thần thoại Chollima.